# 5-ös busz (Zalaegerszeg)
A zalaegerszegi 5-ös jelzésű autóbusz az Autóbusz-állomás és Ságod között közlekedik. A vonalat a Volánbusz üzemelteti.

## Útvonala
| Ságod, Új utca 14. felé | Autóbusz-állomás |
| --- | --- |
| Autóbusz-állomás vá. – Stadion utca – Berzsenyi Dániel utca – Kovács Károly tér – Batthyány Lajos utca – Kaszaházi út – Kiserdei út – Gébárti út – Ságodi út (– bekötőút – Termálfürdő, forduló – Ilosvai út – bekötőút – Ságodi út) – Új út – Ságod, Új utca 14. vá. | Ságod, Új utca 14. vá. – Új út – Paperdő utca – Ságodi út (– bekötőút – Termálfürdő, forduló – Ilosvai út – bekötőút – Ságodi út) – Gébárti út – Kiserdei út – Kaszaházi út – Batthyány Lajos utca – Kazinczy tér – Széchenyi tér – Berzsenyi Dániel utca – Stadion utca – Autóbusz-állomás vá. |

## Megállóhelyei
| 0  | 0  | Autóbusz-állomás végállomás   | 16 | 15 | 1A, 2, 2A, 2Y, 5C, 5Y, 9E, 10E, 24, 26, 30, 30A, 30C, 41, C5                     |
| 2  | 2  | Kovács Károly tér             | ∫  | ∫  | 1, 1E, 1U, 1Y, 3, 3C, 3Y, 5C, 5U, 5Y, 8, 9, 9U, 10, 10C, 10Y, 26, 30, 41, C2, C5 |
| ∫  | ∫  | Széchenyi tér                 | 15 | 14 | 1, 1U, 1Y, 3, 3C, 3Y, 5C, 5U, 5Y, 8, 8C, 8E, 9U, 11, 11A, 11Y, 24, 41            |
| 4  | 4  | Kaszaháza                     | 13 | 12 | 3, 3Y, 5C, 5U, 5Y                                                                |
| 5  | 5  | ZALACO Zrt.                   | 12 | 11 | 3, 3Y, 5U, 5Y                                                                    |
| 7  | 7  | Új köztemető, bejárati út     | 10 | 9  | 3, 3Y, 5U, 5Y                                                                    |
| 8  | 8  | Új köztemető                  | 9  | 8  | 5U, 5Y                                                                           |
| 9  | 9  | Új köztemető, bejárati út II. | 8  | 7  | 5C, 5U, 5Y                                                                       |
| 10 | 10 | Ságod, tsz-major              | 7  | 6  | 5C, 5U, 5Y, C5                                                                   |
| ∫  | 11 | Ságod, Termál lakópark        | 6  | ∫  | 5C, 5U, 5Y                                                                       |
| ∫  | 12 | Ságod, Termálfürdő (AquaCity) | 5  | ∫  | 5C, 5U, 5Y                                                                       |
| 12 | 13 | Ságod, tűzoltószertár         | 4  | 4  | 5C, 5U, 5Y                                                                       |
| 13 | 14 | Ságod, iskola                 | 2  | 2  | 5C, 5U, 5Y                                                                       |
| 14 | 15 | Ságod, Új utca 2.             | ∫  | ∫  | 5C, 5U, 5Y                                                                       |
| 15 | 16 | Ságod, Új utca 14. végállomás | 0  | 0  | 5C, 5U, 5Y                                                                       |